# Miguel de Lara
Miguel Alejandro de Lara Ojeda, född 9 augusti 1994, är en mexikansk simmare.

## Karriär

### 2014–2019
Vid centralamerikanska och karibiska spelen 2014 i Veracruz tog de Lara silver på 200 meter bröstsim samt brons på 50 meter bröstsim och 4×100 meter medley. Vid VM 2017 i Budapest slutade han på 23:e plats på 200 meter bröstsim, 37:e plats på 100 meter bröstsim, 40:e plats på 50 meter bröstsim samt var en del av Mexikos kapplag som slutade på 11:e plats på 4×100 meter medley.
Vid centralamerikanska och karibiska spelen 2018 i Barranquilla tog de Lara guld på 200 meter bröstsim och 4×100 meter medley samt brons på 100 meter bröstsim. Vid panamerikanska spelen 2019 i Lima tog han brons på 200 meter bröstsim.

### 2021–2024
Vid kortbane-VM 2021 i Abu Dhabi slutade de Lara på 25:e plats på 200 meter bröstsim, 30:e plats på 50 meter bröstsim och på 35:e plats på 100 meter bröstsim. Vid centralamerikanska och karibiska spelen 2023 i San Salvador tog han guld i 50, 100 och 200 meter bröstsim samt var en del av Mexikos kapplag som tog guld på både 4×100 meter medley och 4×100 meter mixed medley. Vid VM 2023 i Fukuoka slutade de Lara på 17:e plats på 50 meter bröstsim, 22:a plats på 200 meter bröstsim och på 25:e plats på 100 meter bröstsim. Han var även en del av Mexikos kapplag som slutade på 18:e plats på både 4×100 meter medley och 4×100 meter mixed medley. Vid panamerikanska spelen 2023 i Santiago tog de Lara brons på 100 meter bröstsim.
Vid VM 2024 i Doha slutade de Lara på 15:e plats på 200 meter bröstsim, 20:e plats på 50 meter bröstsim och på 25:e plats på 100 meter bröstsim samt var en del av Mexikos kapplag som slutade på 14:e plats på 4×100 meter medley. Vid olympiska sommarspelen 2024 i Paris tävlade han i två grenar. de Lara blev diskvalificerad i försöksheatet på 100 meter bröstsim samt utslagen i semifinalen på 200 meter bröstsim, där han slutade på totalt 16:e plats.